# Саядов, Армаис Ваганович
Армаис Ваганович Саядов (род. 18 октября 1938 в Баку, Азербайджанская ССР) — советский борец греко-римского стиля, тренер, четырёхкратный чемпион СССР (1958, 1961, 1963, 1965), призёр чемпионата Европы (1966), чемпион мира (1961). Мастер спорта СССР (1956). Заслуженный мастер спорта СССР (1965). Судья международной категории.

## Биография
Родился в семье известного в Армении мастера национальной борьбы кох Вагана Саядяна, который после переезда из Сисиана в Баку изменил фамилию на Саядов.
Армаис Саядов как и его старший брат Георгий изначально занимался вольной борьбой, но по совету своего тренера Завена Агаджаняна, чтобы избежать противостояния на ковре со своим братом решил сменить специализацию с вольной борьбы на греко-римскую.
В 1958 году впервые стал чемпионом СССР в весовой категории до 52 кг. В 1961 году повторил этот успех и вошёл в состав сборной СССР на чемпионате мира в Иокогаме. В ходе этих соревнований Армаис Саядов выиграл 8 схваток и стал чемпионом мира. В финале он победил действующего олимпийского чемпиона из Румынии Думитру Пырвулеску. В 1964 году был участником Олимпийских игр в Токио. В 1965 году перешёл в весовую категорию до 57 кг, вновь выиграл чемпионат СССР, а в 1966 году завоевал серебряную медаль чемпионата Европы в Эссене.
В 1969 году завершил спортивную карьеру и начал работать тренером в бакинской Школе высшего спортивного мастерства. Воспитал несколько борцов международного уровня. Он также стал одним из наиболее известных советских арбитров, судил всесоюзные и международные соревнования, неоднократно получал приз за самое артистичное судейство.
В 1990 году во время армянских погромов в Баку был вынужден оставить всё нажитое имущество и спешно покинуть родной город на пароме вместе с другими армянскими беженцами. В дальнейшем обосновался в Киеве, где продолжил заниматься судейской деятельностью.

## Семья
- Георгий Ваганович Саядов (р. 1931) — брат, двукратный чемпион СССР (1953, 1958), обладатель Кубка мира (1958) по вольной борьбе, участник Олимпийских игр в Хельсинки (1952).
- Жена: Асмик Гарибовна Саядова (Карапетян).
- Дочь: Лариса Арамаисовна Саядова (1959 — 2022).[5]